# Tern Glacier
Der Tern Glacier (englisch für Seeschwalbengletscher) ist ein kleiner Gletscher am Mount Bird auf der antarktischen Ross-Insel. Er fließt östlich des Albatross-Gletschers auf der Nordostseite des Quaternary Icefall.
Das New Zealand Antarctic Place-Names Committee benannte ihn nach der Antipodenseeschwalbe.